# Hippolytia gossypina
Espèce
Classification APG III (2009)
Hippolytia gossypina est une espèce de plantes à fleurs de la famille des Asteraceae.

## Synonymes
- Chrysanthemum gossypinum (C.B.Clarke) Kitam.
- Tanacetum gossypinum Hook.f. & Thomson ex C.B.Clarke